# Hasta la muerte (album)
Albums de Mister You
Le Grand Méchant You
(2016)
Hasta la muerte est le quatrième album studio du rappeur français Mister You, sorti le 5 juillet 2019

## Genèse
Le 14 juin 2019, le clip du morceau Flashback a été lancée sur YouTube, et en même temps, la tracklist a été divulgée sur les réseaux sociaux.

## Clips vidéo
- Touche pas à mon biff : 29 juin 2018
- Gambetta (feat. Cheb Hasni) : 27 juillet 2018
- Flashback : 14 juin 2019
- Maghrébins (feat. Balti) : 27 juin 2019
- Youcenzo (feat. Lucenzo) : 5 juillet 2019
- Ma vie : 12 juillet 2019
- Ti amo (feat. Hamouda) : 19 juillet 2019
- Daphné : 28 novembre 2019

## Liste des titres
| No  | Titre                            | Auteur                    | Compositeur(s)            | Durée |
| --- | -------------------------------- | ------------------------- | ------------------------- | ----- |
| 1.  | HLM                              | Mister You                | Therapy 2093, Mi8         | 2:05  |
| 2.  | Antwerpen                        | Mister You                | Hades                     | 3:44  |
| 3.  | Tosma                            | Mister You                | DJ Erise                  | 2:37  |
| 4.  | Flashback                        | Mister You                | Hades                     | 4:13  |
| 5.  | Carnal (feat. Lacrim)            | Mister You, Lacrim        | DJ Erise                  | 3:13  |
| 6.  | Youcenzo (feat. Lucenzo)         | Mister You, Lucenzo       | DJ Erise                  | 3:29  |
| 7.  | Maghrébins (feat. Balti)         | Mister You, Balti         | Ren Hook                  | 3:37  |
| 8.  | Ma vie                           | Mister You                | Hades                     | 3:29  |
| 9.  | Palace                           | Mister You                | DJ Erise                  | 3:06  |
| 10. | Fatalité (feat. Rim'K)           | Mister You, Rim'K         | Binks Beatz, Bunker Beatz | 2:51  |
| 11. | Monnaie                          | Mister You                | Hades                     | 3:46  |
| 12. | Ti amo (feat. Hamouda)           | Mister You, Hamouda       | Balti, Faouez Laamouri    | 4:02  |
| 13. | Daphné                           | Mister You                | DJ Erise                  | 2:53  |
| 14. | Ma story (feat. Black M)         | Mister You, Black M       | DJ Erise                  | 3:36  |
| 15. | Magnum                           | Mister You                | Hades                     | 2:37  |
| 16. | La Street (feat. Bimbim)         | Mister You                | DJ Erise                  | 3:36  |
| 17. | Gambetta (feat. Cheb Hasni)      | Mister You, Cheb Hasni    | Zak Cosmos                | 3:40  |
| 18. | Grenade                          | Mister You                | Zak Cosmos                | 4:01  |
| 19. | Touche pas à mon biff            | Mister You                | Hades                     | 2:51  |
| 20. | Le Rocher (feat. Fadfad & Rouji) | Mister You, Fadfad, Rouji | Nabz                      | 2:34  |